# 89 (število)
89 (devétinósemdeset) je naravno število, za katero velja 89 = 88 + 1 = 90 - 1.

## V matematiki
- Fibonaccijevo število 89 = 34 + 55.
- peto praštevilo, ki ni Higgsovo praštevilo za eksponent 2.
- sedmo število Markova.
- deseto praštevilo Germainove.
- deseto pitagorejsko praštevilo {\displaystyle 89=4\cdot 22+1\!\,}.
- 89 je najmanjše število n, za katero ima enačba x - φ(x) = n natanko 10 rešitev. Rešitve enačbe so: 581, 869, 1241, 1349, 1541, 1769, 1829, 1961, 2021, 7921.
- 89 je najmanjše Fibonaccijevo število, ki je praštevilo, ni pa tudi Čenovo praštevilo.
- Eisensteinovo praštevilo brez imaginarnega ali realnega dela oblike {\displaystyle 3n-1}.

## V znanosti
- vrstno število 89 ima aktinij (Ac).

## Drugo

### Leta
- 489 pr. n. št., 389 pr. n. št., 289 pr. n. št., 189 pr. n. št., 89 pr. n. št.
- 89, 189, 289, 389, 489, 589, 689, 789, 889, 989, 1089, 1189, 1289, 1389, 1489, 1589, 1689, 1789, 1889, 1989, 2089, 2189